# Protartessus occidentalis
Protartessus occidentalis är en insektsart som beskrevs av Jacobi 1909. Protartessus occidentalis ingår i släktet Protartessus och familjen dvärgstritar. Inga underarter finns listade i Catalogue of Life.